# Many Classic Moments
Singles de Globe
Genesis of Next
(2001) Over the Rainbow
(2002)
Many Classic Moments est le 26e single du groupe Globe, sorti en 2002.

## Présentation
Le single, composé et produit par Tetsuya Komuro, sort le 6 février 2002 au Japon sur le label Avex Globe de la compagnie Avex, deux mois seulement après le précédent single du groupe Genesis of Next, et le même jour que l'album Lights dont il est tiré, avec une couverture ressemblante.
Il atteint la 24e place du classement des ventes de l'Oricon, et reste classé pendant quatre semaines. Il se vend à quelques 27 000 exemplaires, étant alors le single le moins vendu du groupe à l'exception de Garden.
La chanson-titre, de genre trance, a été utilisée comme générique d'ouverture de l'émission télévisée London Ongaku Kan Lon-mu de la chaine TV Tokyo ; sa version instrumentale figure aussi sur le single, ainsi qu'une version remixée.
Elle figure donc sur le sixième album original du groupe, Lights qui sort le même jour (ce qui peut expliquer ses faibles ventes), mais dans une version rallongée. Elle figurera aussi par la suite sur ses compilations 8 Years: Many Classic Moments de 2002 (à laquelle elle donne son titre), Globe Decade de 2005, Complete Best Vol.1 de 2007, et 15 Years -Best Hit Selection- de 2010.
La chanson est reprise dans une nouvelle version en conclusion de l'album Lights 2, suite de Lights qui sort deux mois après lui ; cette version figurera aussi sur l'album de reprises de Komuro Piano Globe de 2003.
La chanson sera également remixée un mois après sa sortie sur le single homonyme Many Classic Moments Remix attribué à "Song+Nation featuring Globe" (et sur l'album Song+Nation 2 trance qui sort le même jour), ainsi que sur les albums de remix de Globe Global Trance 2 de 2002, Global Trance Best de 2003, House of Globe de 2011, EDM Sessions de 2013.

## Liste des titres
Les chansons sont écrites, composées, arrangées et mixées par Tetsuya Komuro (paroles de rap par Marc).
| CD    | CD                                   | CD                                   | CD    | CD | CD | CD | CD | CD | CD |
| No    | Titre                                | Description                          | Durée |    |    |    |    |    |    |
| ----- | ------------------------------------ | ------------------------------------ | ----- | -- | -- | -- | -- | -- | -- |
| 1.    | Many Classic Moments (Original Mix)  | Version originale                    | 6:10  |    |    |    |    |    |    |
| 2.    | Many Classic Moments (Breakdown Mix) | Version remixée (par Tetsuya Komuro) | 6:54  |    |    |    |    |    |    |
| 3.    | Many Classic Moments (Instrumental)  | Version instrumentale                | 6:08  |    |    |    |    |    |    |
| 19:12 |                                      |                                      |       |    |    |    |    |    |    |

## Single de remix
Many Classic Moments Remix est un single attribué à "Song+Nation Featuring Globe" (song+nation featuring globe), sorti le 6 mars 2002 au Japon sur le label Avex Trax, le même jour que l'album Song+Nation 2 Trance dont il est tiré.
Il atteint la 49e place du classement des ventes de l'Oricon, et reste classé pendant deux semaines.
Le single contient deux versions remixées par Tetsuya Komuro de la chanson-titre du single de Globe Many Classic Moments sorti un mois auparavant, ainsi que la version instrumentale du premier d'entre eux et la version originale de la chanson. Le premier remix figure également sur l'album Song+Nation 2 Trance, et bénéficie d'un clip vidéo qui figurera sur le DVD de l'album de remix de Globe Global Trance Best de 2003.
| Pistes de Many Classic Moments Remix | Pistes de Many Classic Moments Remix                                       | Pistes de Many Classic Moments Remix | Pistes de Many Classic Moments Remix | Pistes de Many Classic Moments Remix | Pistes de Many Classic Moments Remix | Pistes de Many Classic Moments Remix | Pistes de Many Classic Moments Remix | Pistes de Many Classic Moments Remix | Pistes de Many Classic Moments Remix |
| No                                   | Titre                                                                      | Durée                                |                                      |                                      |                                      |                                      |                                      |                                      |                                      |
| ------------------------------------ | -------------------------------------------------------------------------- | ------------------------------------ | ------------------------------------ | ------------------------------------ | ------------------------------------ | ------------------------------------ | ------------------------------------ | ------------------------------------ | ------------------------------------ |
| 1.                                   | Many Classic Moments (TK Remix) (Version remixée)                          | 10:11                                |                                      |                                      |                                      |                                      |                                      |                                      |                                      |
| 2.                                   | Many Classic Moments (Tribal Mix) (Version remixée)                        | 9:53                                 |                                      |                                      |                                      |                                      |                                      |                                      |                                      |
| 3.                                   | Many Classic Moments (Original Mix) (Version originale)                    | 6:12                                 |                                      |                                      |                                      |                                      |                                      |                                      |                                      |
| 4.                                   | Many Classic Moments (Remix Instrumental) (Version instrumentale du remix) | 9:15                                 |                                      |                                      |                                      |                                      |                                      |                                      |                                      |
| 35:32                                |                                                                            |                                      |                                      |                                      |                                      |                                      |                                      |                                      |                                      |